# 李錡
李 錡（り き、741年 - 807年）は、唐の宗室にして、反乱指導者。

## 経歴
李国貞の子として生まれた。父の蔭官により鳳翔府参軍に任じられた。貞元初年、宗正寺少卿となった。雅王傅から湖州刺史・杭州刺史に出向した。貞元15年（799年）、李斉運に多額の賄賂を贈り、潤州刺史に転じ、浙西観察使・諸道塩鉄転運使を兼ねた。歳時に応じて財産を進献したので、徳宗にたのみにされた。李錡は恩顧をたのんで驕慢放恣で、浙西の庶民の崔善貞が宮殿を訪れて李錡の罪を告発すると、徳宗は崔善貞にくびきをつけて李錡に送り返したので、李錡は崔善貞を穴埋めにして殺した。兵士を増員して、弓矢が得意な者を選抜して一営に集め、「挽硬随身」と名づけた。北方民族の巻きひげな者を将として、「蕃落健児」と名づけた。永貞元年（805年）、李錡は永貞革新により塩鉄使の任を解かれ、鎮海軍節度使となった。李錡は塩鉄の利権を失ったが、節度使の軍権を得て満足した。
憲宗が即位すると、諸道の節度使たちは入朝して服属の意を示すようになった。元和2年（807年）、李錡も入朝を求め、尚書左僕射に任じられた。李錡は判官の王澹に留後をつとめさせることにした。李錡は出立を遅らせていたが、王澹は中使とともにしきりに出立をうながした。李錡は喜ばず、将士に冬衣を給与して扇動し、王澹を殺させ食らわせた。監軍使が乱を聞くと、衙将の趙琦を説得に向かわせたが、また食われてしまった。また李錡の兵が中使にくびきをつけて集めようとすると、李錡は驚いたふりをしてこれを救い、別館に幽閉した。李錡は兵を起こすと、5本の剣を管内の鎮将に分け与えて、刺史を殺させようとした。常州刺史の顔防の客の李雲は、制と偽って蘇州・杭州・湖州・睦州などに檄文を伝え、李錡の鎮将の李深を殺した。湖州刺史の辛秘もまた李錡の鎮将の趙惟忠を殺した。蘇州刺史の李素は鎮将の姚志安に捕らわれ、船舷に釘打たれ、生きたまま李錡のもとに送られたが、到着しないうちに李錡が敗れたため助かった。
李錡は宣州が富んで豊かであることから、併呑の意思を持ち、兵馬使の張子良・李奉仙・田少卿に兵3000を率いさせて分遣し、宣州・池州などを攻略させようとした。張子良ら3人の将はもともと朝廷に従いたい志があり、李錡の甥の裴行立もまた帰順を望んでいた。かれらはひそかに策謀を決して、矛をさかさまにして城に赴き、李錡を幕下に捕らえて、長安に送った。李錡は憲宗の御前で斬られた。享年は67。

## 伝記資料
- 『旧唐書』巻112 列伝第62
- 『新唐書』巻224上 列伝第149上